# Breda apicalis
Breda apicalis là một loài nhện trong họ Salticidae. Chúng được Eugène Simon mô tả năm 1901.